# Riitta Jouppila
Riitta Maire Kaarina Jouppila (ur. 30 maja 1940 w Kuopio) – fińska lekarka i polityk, profesor, nauczyciel akademicki, deputowana do Eduskunty, posłanka do Parlamentu Europejskiego IV kadencji.

## Życiorys
Ukończyła w 1966 medycynę, a w 1977 uzyskała stopień naukowy doktora na Uniwersytecie w Oulu. W 1998 otrzymała tytuł profesorski. Specjalizowała się w zakresie anestezjologii. Jako lekarka związana głównie ze szpitalem uniwersyteckim w Oulu, od 1987 pracownik naukowy Uniwersytetu w Oulu na stanowisku profesorskim.
Zaangażowała się w działalność polityczną w ramach Partii Koalicji Narodowej, była m.in. wiceprzewodniczącą frakcji kobiet swojego ugrupowania. Od 1981 do 1995 zasiadała w radzie miejskiej w Oulu, w latach 1983–1995 sprawowała mandat posłanki do Eduskunty. W latach 1995–1996 była eurodeputowaną w ramach delegacji krajowej po akcesji Finlandii do Unii Europejskiej. W PE IV kadencji wchodziła w skład frakcji chadeckiej.